# Хатанзька затока
Ха́та́нзька зато́ка (зато́ка Ха́танга, рос. Хатангский залив) — затока моря Лаптєвих, в Красноярському краї та Республіці Саха Якутія (Росія).

## Географія
Затока розташована на північному сході Красноярського краю (більша її частина) та північному заході Республіки Саха Якутія (менша частина). Вона утворюється при впадінні річки Хатанги.
Довжина затоки становить до 220 км, найбільша ширина — 54 км.
При виході в море Лаптєвих, лежить Великий Бегічів острів, який розділяє затоку на дві протоки: Північну (завширшки 13 км) та Східну (завширшки 8 км).
Найбільша глибина затоки — 29 м. Узбережжя високе, обривисте, посічене кручами, малозаселене. На півострові Хара-Тумус, східного узбережжя затоки, розташоване чи не єдине селище Синдаско, із постійним населенням — 496 осіб (2010). Тут же, у східній частині затоки, розташована бухта Кожевнікова. Висота припливів становить близько 1,4 м. Переважну більшість року затока вкрита кригою.
В затоку впадає кілька десятків річок, найбільші із них (із заходу на схід): Журавльова (105 км), Підкам'яна (163 км), Нова (90 км), Гусиха (135 км), Велика Балахня (532 км), Хатанга (1636 км), Попігай (532 км), Санга-Юрях (76 км), Семиєрискай (82 км), Тикян-Юрях (~115 км).

## Острови
- Острів Преображення